# 齊布利尼克河
齊布利尼克河（烏克蘭語：Цибульник），是烏克蘭的河流，位於該國中部，屬於第聶伯河的支流，發源自伊萬基夫齊，流經基洛夫格勒州，河道全長55公里，流域面積561平方公里。